# 贵州石楠
贵州石楠（学名：Photinia bodinieri）为蔷薇科石楠属的植物，是中国的特有植物。分布在中国大陆的贵州等地，目前尚未由人工引种栽培。